# Tehuacana
Tehuacana – miasto w Stanach Zjednoczonych, w stanie Teksas, w hrabstwie Limestone.